# Twenty20

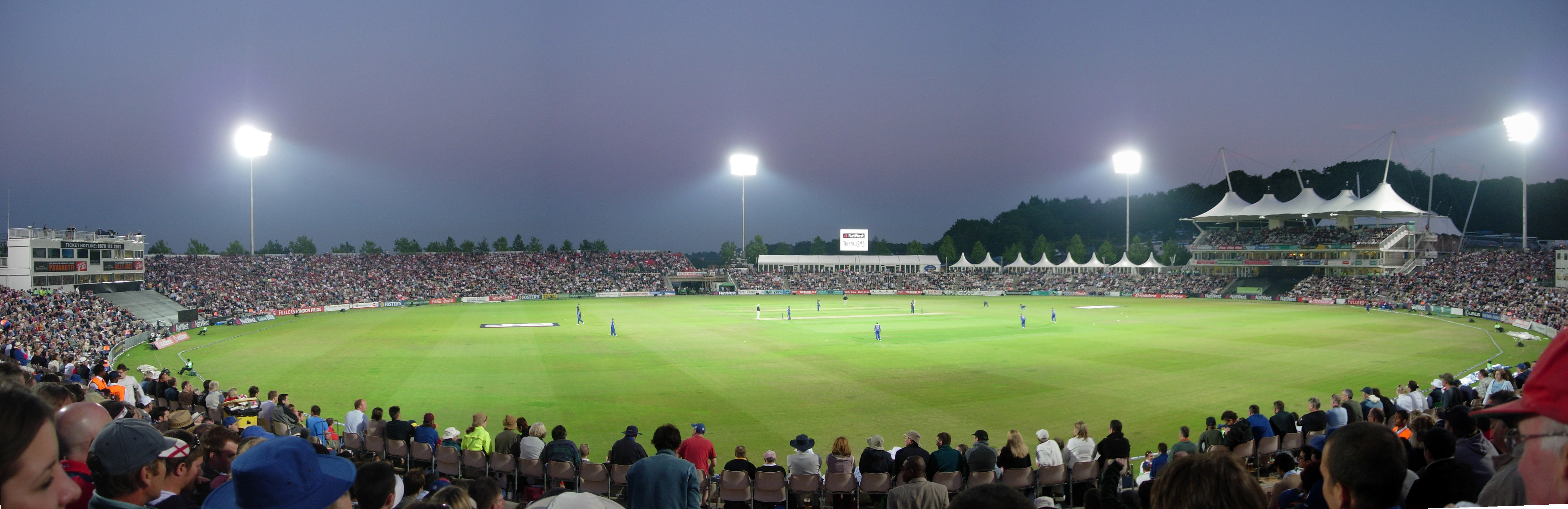
Uma partida de Twenty20 entre Inglaterra e Sri Lanka no Rose Bowl em Junho 2006

O Críquete Vinte20, em inglês Cricket Twenty20, sigla T20, é uma variação da forma original do críquete criada no Reino Unido em 2003. A ideia da criação é de autoria do inglês Stuart Robertson.

## A criação
A principal diferença dessa variação do esporte é a quantidade limitada de 20 overs (ao contrário do críquete tradicional que não tem quantidade limitada de overs) reduzindo drasticamente a duração de uma partida do esporte (que na forma tradicional pode durar vários dias). Recentemente vem ganhando muita popularidade já que pelo tempo reduzido consegue-se a transmissão completa dos jogos pela televisão.
A proposta agrada horários mais curtos das partidas, novo formato para uma futura entrada na agenda das Olimpíadas, e novas competições com períodos reduzidos de dias como a Indian Premier League e a Copa do Mundo Twenty20.

## Campeonatos
| País              | Ligas Nacionais                      |
| ----------------- | ------------------------------------ |
| Austrália         | Big Bash League                      |
| Bangladesh        | Bangladesh Premier League            |
| Canada            | Scotiabank National T20 Championship |
| Inglaterra        | NatWest t20 Blast                    |
| Índia             | Indian Premier League                |
| Quênia            | East Africa Premier League           |
| Nepal             | Nepal Premier League                 |
| Nova Zelândia     | HRV Cup                              |
| Paquistão         | Faysal Bank T20 Cup                  |
| Escócia           | Murgitroyd Twenty20                  |
| África do Sul     | Ram Slam T20 Challenge               |
| Sri Lanka         | Sri Lanka Premier League             |
| EUA               | American Twenty20 Championship       |
| Índias Ocidentais | Caribbean Premier League             |
| Zimbabwe          | Stanbic Bank 20 Series               |